# Kevin Randleman
Kevin Randleman   (Sandusky, 10 d'agost de 1971 - San Diego, 11 de febrer de 2016) Kevin Christopher Randleman fou un artista marcial mixt nord-americà, lluitador professional i ex-campió de pes pesant de l'Ultimate Fighting Championship (UFC). També va competir a lluita universitària on va ser tres vegades campió de lluita lliure Big Ten a la Universitat Estatal d'Ohio. Randleman va competir en les classes de pes pesant i semipesant en MMA. A més de competir a la UFC, Randleman també va lluitar per altres organitzacions famoses com PRIDE, WVR i Strikeforce. El 16 de maig de 2020, l'UFC va anunciar que Randleman seria inclòs en l'ala pionera del Saló de la Fama de l'UFC (UFC Hall of Fame) on fou un dels primers a ser inclòs.